# Rio Itajaí do Sul
Le rio Itajaí do Sul est une rivière  brésilienne de l'État de Santa Catarina.
Le rio Itajaí do Sul prend sa source dans la serra da Boa Vista (partie de la serra Geral) sur le territoire de la municipalité d'Alfredo Wagner et s'écoule vers le nord-ouest. De son confluent avec le rio Itajaí do Oeste naît le rio Itajaí-Açu, l'un des principaux fleuves de la région. Ces deux cours d'eau se rencontrent au niveau de la municipalité de Rio do Sul.